# District de Shimokita
Le district de Shimokita (下北郡, Shimokita-gun) est un district de la préfecture d'Aomori au Japon.

## Géographie

### Démographie
Lors du recensement national de 2000, la population du district de Shimokita était de 38 025 habitants répartis sur une superficie de 1 169 km2.

### Municipalités du district
- Ōma
- Higashidōri
- Kazamaura
- Sai